# Per Tofte Nielsen
Per Tofte Nielsen (* 24. Januar 1960 in Kopenhagen) ist ein dänischer Schauspieler und Komiker.

## Leben
Per Tofte Nielsen besuchte bis 1987 die Staatliche Theaterschule in Kopenhagen, wo er seine Schauspielausbildung absolviert hatte.
Nielsen wirkte seitdem in mehreren dänischen Filmen und Fernsehserien mit. Anfangs wurde Nielsen in zumeist skurrilen, komischen Rollen besetzt. Später gelangen ihm auch Erfolge im ernsteren Rollenfach. Besonders bekannt und beliebt wurde er in Dänemark durch die Sketch-Reihe Two Tons To Fun, gemeinsam mit dem aus Schweden stammenden Schauspieler Benny Schumann. Er trat als Stand-up-Comedian in zahlreichen Shows und Fernsehsendungen auf. Zudem ist Nielsen auch als Krankenhaus-Clown tätig.
Er lebt in Kopenhagen.

## Filmografie
- 1987: Kampen om den rode fo
- 1988: Station 13 (Fernsehserie)
- 1990: Camping
- 1992: Jesus vender tilbage
- 1993: De frigjorte
- 1993: Det forsomte forar
- 1994: Hospital der Geister (Riget, Fernsehserie)
- 1996: Bryggeren (Fernsehserie)
- 1996: Forunderlige Frede
- 1997: Two Tons To Fun (TV-Reihe)
- 1997: Taxa (Fernsehserie)
- 1997: Gnadenlose Verführung
- 1998: Der (wirklich) allerletzte Streich der Olsenbande (Olsen-bandens sidste stik)
- 1999: Besessen
- 2000: Edderkoppen (Fernsehserie)
- 2001: Grev Axel
- 2003: Zahle's Top 10 (TV-Serie)
- 2004: Nissebanden (Fernsehserie)
- 2006: Lotto
- 2007: Faul im Staate Dänemark
- 2008: Sommer (Fernsehserie)
- 2009: Kommissarin Lund – Das Verbrechen (Forbrydelsen, Fernsehserie, 1 Folge)
- 2011–2012: Lykke (Fernsehserie)
- 2013: Die Brücke – Transit in den Tod (Broen, Fernsehserie, 1 Folge)
- 2016: Follow the Money (Bedrag, Fernsehserie)
- 2017: A Fortunate Man
- 2018: Verachtung (Journal 64)
- 2019: Per im Glück (Lykke-Per)
- 2020: De forbandede ar
- 2020: Cry Wolf (Fernsehserie)